# Costea de Moldavia
Costea fue un gran boyardo moldavo, posiblemente por breve tiempo voivoda de Moldavia, mencionado en un documento de 1407 en la línea de gobernantes entre Lațcu y Petru. Inicialmente se pensó que gobernó entre 1373 y 1374.

## Biografía
Se cree que nació en Valaquia, probablemente relacionado con la familia gobernante de Basarab I. Estudios más recientes, incluidas pruebas genéticas, han aclarado que es el padre de los voivodas Pedro II (1375-1391) y Romano I (1392-1394). Estuvo casado con Margareta Mușata, una católica romana. Sus hijos gobernarían tras de la muerte de Lațcu (hermano de Margareta). Margareta,  hija de Bogdan I, fundador de la casa de Bogdănești (o Mușat), construyó la iglesia católica de San Juan Bautista en la ciudad de Siret, donde fue enterrada. Costea está enterrado en la iglesia de San Nicolás del monasterio Bogdana en Rădăuți.